# 伊列皮博基
50°24′23″N 25°23′11″E / 50.40639°N 25.38639°E
伊列皮博基（烏克蘭語：Ільпибоки）是位於烏克蘭西北部里夫內州裏杜布諾區的村莊，始建於1573年，面積13.2平方公里，海拔高度229米，2015年人口338，人口密度每平方公里29.2人。